# Giovanni da Pian del Carpine

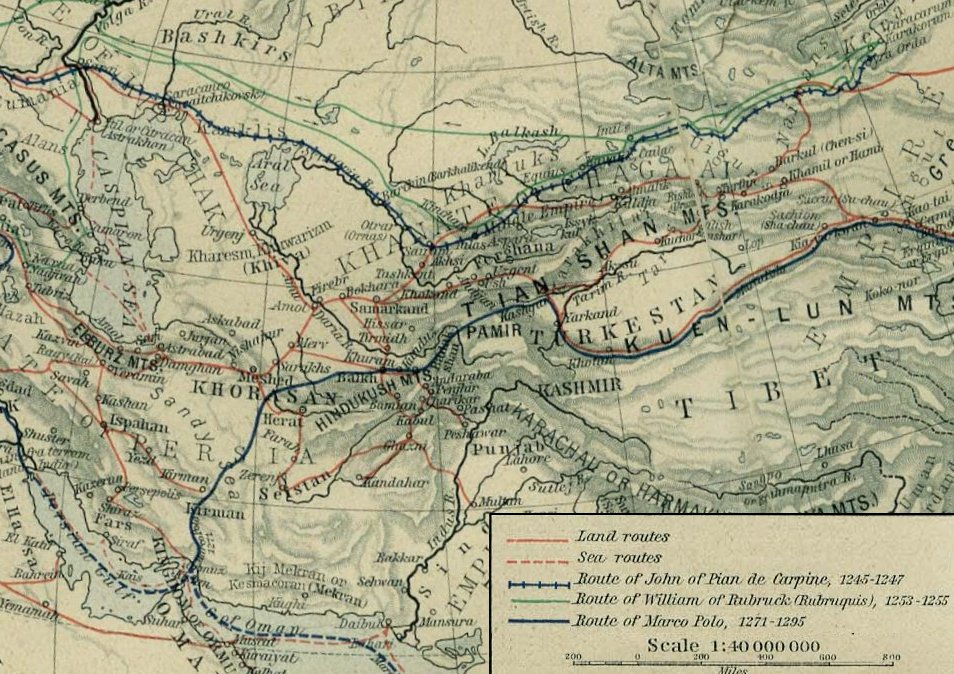
A grande jornada de João de Plano Carpini para o Oriente. Sua rota é indicada, em estilo de via férrea, em azul escuro

Giovanni da Pian del Carpine (Perúgia, c. 1182? - Montenegro, 1 de Agosto de 1252) também conhecido como João de Plano Carpini, João de Pian de Carpine ou Joannes de Plano foi um dos primeiros europeus a entrar na corte do grão-cã do Império Mongol. Foi autor do mais antigo relato Europeu sobre a Ásia do Norte e central, Rússia de Quieve, e outras regiões sob domínio Tártaro. Foi o primaz da Sérvia e arcebispo de Antivari de 1247-1252.
Foi um dos primeiros discípulos de São Francisco de Assis e em 1221 foi nomeado pelo Santo de pregar a fé aos germânicos, que eram ainda pagãos, provavelmente foi enviado pelo Papa Gregório IX (r. 1227–1241), como embaixador ao rei da Tunísia, regressando para a Europa em 1241.

## Vida antes da jornada
João parece ter nascido na Úmbria, no centro da Itália. Seu sobrenome foi derivado de Pian del Carpine (literalmente "Planície Hornbeam "), uma área conhecida mais tarde como Magione, entre Perúgia e Cortona. Ele foi um dos companheiros e discípulos de seu quase contemporâneo e compatriota São Francisco de Assis.
Altamente estimado dentro da ordem franciscana, João teve um papel de destaque na propagação de seus ensinamentos no norte da Europa, mantendo em sucessão os escritórios de guarda ( custos ) na Saxônia e provincial ( ministro ) da Alemanha. Ele também pode ter ocupado cargos em Berbéria e Colônia e ter sido provincial da Espanha.

## Antecedentes de suas viagens
João era provincial da Alemanha na época da grande invasão mongol da Europa Oriental e da Batalha de Legnica em 9 de abril de 1241. A derrota das forças europeias em Legnica levou quase ao grão-cão Oguedai (r. 1229–1241) a controlar a maior parte da Europa Oriental.
Na Europa, o pavor dos " tártaros " (mongóis) ainda era generalizado quatro anos depois, quando o papa Inocêncio IV decidiu enviar a primeira missão católica formal aos mongóis. Os missionários foram enviados parcialmente em protesto contra a invasão mongol da cristandade e em parte para obter informações sobre as intenções do cã e sua força militar.

## As viagens de João
O papa Inocêncio IV escolheu João para liderar esta missão e, aparentemente, estava encarregado de quase tudo na missão. Como legado papal, ele levou uma carta do Papa ao grão-cã, Cum non solum. "Aos sessenta e três anos, Carpini embarcou de Lião " onde o Papa residia, no dia da Páscoa (16 de abril de 1245), acompanhado por outro frade, Estevão da Boêmia, que desabou em Quieve, foi deixado para trás. Depois de procurar o conselho de um velho amigo, Venceslau, rei da Boêmia, João foi acompanhado em Breslávia por outro franciscano, Benedito da Polônia, designado para atuar como intérprete.
A rota passou por Quieve, entrou nos postos tártaros de Quieve e depois atravessou o Dniepre até Dom e Volga. João é o primeiro ocidental a nos dar os nomes modernos desses rios. No Volga ficava o Ordu, ou acampamento, de Batu, o famoso conquistador da Europa Oriental e supremo comandante mongol nas fronteiras ocidentais do império. Ele era um dos príncipes mais importantes da casa de Gêngis Cã. Aqui os enviados, com seus presentes, tiveram que passar entre dois incêndios para remover possíveis pensamentos e venenos prejudiciais, antes de serem apresentados ao príncipe (início de abril de 1246).
Batu ordenou que seguissem para a corte do grão-cã na Mongólia. No dia da Páscoa, mais uma vez (8 de abril de 1246), eles começaram a segunda e mais formidável parte de sua jornada. Eles estavam "tão doentes", escreve o legado, "que mal podíamos sentar um cavalo; e durante todo esse tempo a Quaresma nossa comida tinha sido apenas um milhete de sal e água, e apenas neve derretida em uma chaleira para beber". Seus corpos estavam bem enfaixados para que eles pudessem suportar o cansaço excessivo dessa enorme viagem, que os levou através do rio Ural e ao norte do mar Cáspio e do Aral até o Sir Dária ( quidam fluvius magnus cujus nomen ignoramus, "um grande rio cujo nome não sabemos") e as cidades muçulmanas que então ficavam às margens. Depois, percorreram as margens dos lagos zungáriaos até que, no banquete de Santa Maria Madalena (22 de julho), chegaram ao acampamento imperial chamado Sira Orda (pavilhão amarelo), perto de Karakorum e do rio Orcom. João e seus companheiros viajaram cerca de 3000 milhas em 106 dias.
Desde a morte de Oguedai, a autoridade imperial estava em interregno e Guiuque, o filho mais velho de Oguedai, foi designado para o trono. Sua eleição formal em um grande curultai, ou dieta das tribos, ocorreu enquanto os frades estavam em Sira Orda, o que implicou a reunião de 3000 a 4000 enviados e deputados de todas as partes da Ásia e Europa Oriental, com homenagem, homenagem e presentes.. Em 24 de agosto, eles testemunharam a entronização formal em outro campo nas proximidades, chamado Golden Ordu, após o qual foram apresentados ao novo imperador.
O grão-cã Guiuque recusou o convite para se tornar cristão e exigiu que o papa e os governantes da Europa viessem a ele e jurassem lealdade a ele. O cã não descartou a expedição até novembro. Ele lhes deu uma carta ao papa — escrita em mongol, árabe e latim — que foi uma breve e imperiosa afirmação do escritório do cã como o flagelo de Deus. Eles começaram uma longa jornada de inverno para casa. Muitas vezes eles tinham que deitar na neve nua, ou no chão raspado nu de neve com um pé. Chegaram a Quieve em 10 de junho de 1247. Lá, e em sua jornada adicional, os cristãos eslavos os receberam como ressuscitados dentre os mortos, com hospitalidade festiva. Atravessando o Reno em Colônia, encontraram o papa ainda em Lião e entregaram o relatório e a carta do cã.
Pouco tempo depois, João foi recompensado com o arcebispado do Primaz da Sérvia em Antivari, na Dalmácia, e foi enviado como legado para Luís IX de França. Ele viveu apenas cinco anos após as dificuldades de sua jornada. Ele morreu, de acordo com o Martirologia Franciscana e outras autoridades, em 1 de agosto de 1252.

## Obra
O Ystoria Mongalorum é o relatório compilado por Carpine, sobre sua viagem ao Império Mongol. Escrito na década de 1240, é o mais antigo relato europeu dos mongóis. Carpine foi o primeiro europeu a tentar narrar a história mongol. Sabe- se que existem duas versões do Ystoria Mongalorum : a de Carpine e outra, geralmente chamada de relação tártaro.
Erik Hildinger traduziu o livro de João para o inglês.